# Лосєва Поліна Тимофіївна
Поліна Тимофіївна Лосєва (1922 — ?) — українська радянська діячка, новатор сільськогосподарського виробництва, свинарка радгоспу «Комуніст» Миколаївського району Миколаївської області. Депутат Верховної Ради УРСР 7-го скликання.

## Біографія
Трудову діяльність розпочала у 1938 році робітницею судноремонтного заводу міста Чорнобиля Київської області. Потім працювала у колгоспі на Київщині.
Під час німецько-радянської війни залишалася на окупованій німецькими військами території.
З 1944 року знову працювала в колгоспі в Київській області.
У 1947—1956 роках — колгоспниця, свинарка колгоспів Баштанського та Жовтневого районів Миколаївської області.
З 1956 року — свинарка радгоспу «Комуніст» села Шостакове Миколаївського району Миколаївської області. Ударниця комуністичної праці. За п'ять років праці виростила понад 7200 поросят.

## Нагороди
- орден «Знак Пошани» (1966)
- медалі